# Distretto di Ferreñafe
Il distretto di Ferreñafe è uno dei sei distretti della provincia di Ferreñafe, in Perù. Si trova nella regione di Lambayeque e si estende su una superficie di 62,18 chilometri quadrati.

Ha per capitale la città di Ferreñafe e contava 32.030 abitanti nel censimento del 2005.